# Pomnik Rūdolfsa Blaumanisa w Rydze
Pomnik Rūdolfsa Blaumanisa – pomnik pisarza Rūdolfsa Blaumanisa (łot. Rūdolfs Blaumanis), usytuowany w stolicy Łotwy Rydze. 

## Opis
Pomnik położony jest w centrum parku Bastejkalns (Góra Bastionowa), na północ od Starego Miasta w Rydze. Pomnik został wykonany w 1929 przez rzeźbiarza Teodorsa Zaļkalnsa i odsłonięty 10 listopada 1929. W 1935 pomnik został przeniesiony z terenu parku na plac przy skrzyżowaniu ulic Krišjāna Barona i Blaumaņa. Nowa lokalizacja została uznana za nieodpowiednią ze względu na gęstą zabudowę i niewielkie rozmiary placu, które nie pozwalały na odpowiednie wyeksponowanie pomnika, dlatego w 1948 pomnik przeniesiono do pierwotnej lokalizacji. W 2001 przesunięto go bliżej pobliskiego mostu na kanale miejskim (łot. Pilsētas kanāls) i umieszczono w osi alejki parkowej.
Pomnik ma wysokość blisko 3,20 metra i przedstawia siedzącego na cokole Rūdolfsa Blaumanisa. Na cokole oprócz imienia i nazwiska pisarza oraz dat urodzenia i śmierci (1863–1908), znajduje się napis w języku łotewskim z cytatem z wiersza Blaumanisa Tālavas taurētājs:
„Mans zelts
ir mana tau-
ta Mans gods
ir viņas gods”
(Moje złoto to mój lud  
Mój honor jest jego honorem)